# William Leushner
William David Franz "Bill" Leushner (Cookstown, Ontario, 5 de maig de 1867 - Buffalo, Estat de Nova York, 25 d'octubre de 1935) va ser un tirador canadenc de naixement i estatunidenc d'adopció que va competir a principis del segle xx.
Amb 16 anys es traslladà del seu Ontario nadiu, Canadà, a Buffalo, Estats Units, i poc després s'incorporà a la Guàrdia Nacional dels Estats Units. Durant 16 anys serví a la zona de Buffalo, però també lluità contra Pancho Villa a la frontera mexicana el 1914. Durant la Primera Guerra Mundial fou ascendit a capità i exercí d'instructor de tir a Camp Perry.
Disputà dues edicions dels Jocs Olímpics. El 1908, a Londres, disputà dues proves del programa de tir i guanyà a medalla d'or en la prova de rifle militar per equips. Quatre anys més tard, a Estocolm, disputà fins a set proves del programa de tir. Guanyà tres medalles, una de plata en tir al cérvol mòbil, tret simple, per equips, i dues de bronze, en carrabina, 50 metres per equips i carrabina, 25 metres per equips.
A banda, el 1901, 1903 i 1908 guanyà el Trofeu de membres de la National Rifle Association.